# Quatuor à cordes no 7 de Chostakovitch
Pour les articles homonymes, voir Quatuor à cordes no 7.
Le Quatuor à cordes no 7 en fa dièse mineur (opus 108) est une œuvre de musique de chambre composée par Dmitri Chostakovitch en 1960.

## Historique
La composition du 7e quatuor, entre février et mars 1960, fait suite dans la vie personnelle de Chostakovitch à son divorce d'avec sa seconde femme Margarita Kainowa. Il ne s'agit donc pas d'un hasard s'il est dédié à la mémoire de Nina Vassilievna-Chostakovitch, sa première femme décédé en 1954, pour son théorique cinquantième anniversaire. De même, le compositeur apprend à la même période sa maladie incurable d'inflammation chronique de la moelle épinière.
Le 7e quatuor fut créé le 15 mai 1960 par le Quatuor Beethoven à Leningrad.

## Structure
Le 7e quatuor est composée en trois courts mouvements joués de manière enchaînée :
1. Allegretto
2. Lento
3. Allegro

Son exécution dure environ 12-13 minutes.

## Discographie sélective
- Quatuor Borodine, intégrales des quatuors à cordes de Chostakovitch, chez Melodiya / BMG, 1997 ;
- Artemis Quartett, 5e et 7e quatuors à cordes, chez Erato, 2019.